# 哈里·塞泰里
哈里·塞泰里（芬蘭語：Harri Säteri，1989年12月29日—），芬兰男子冰球运动员。他曾代表芬兰参加2022年冬季奥林匹克运动会冰球比赛，获得一枚金牌。他也曾获2021年世界男子冰球锦标赛亚军。